# 原誠
原 誠（はら まこと、1948年9月26日 - ）は、日本の牧師、神学者、歴史家。同志社大学神学部名誉教授。博士（神学）（同志社大学）。専攻は、日本プロテスタント・キリスト教史。日本キリスト教学会、日本宣教学会、キリスト教史学会、会員。

## 人物・来歴
1948年、福岡県出身。1973年に同志社大学神学部を卒業後、同大学大学院神学研究科修士課程に進学し、土肥昭夫（2008年3月、入浴中に召天）に師事。1978年に同大学院修了後、日本基督教団霊南坂教会担任教師、新島学園女子短期大学（現在は共学で新島学園短期大学）教授を経て、同志社大学神学部教授。2006年4月より神学部長。2019年に定年退職。日本基督教団高崎南教会主任担任牧師。

## 著書

### 単著
- 『国家を超えられなかった教会―15年戦争下の日本プロテスタント教会』（日本基督教団出版局、2005年）

### 監修
- 『キリスト新聞で読む戦後キリスト教史』（キリスト新聞社、2003年）

## 親族
- 大伯父：三浦襄